# Ecpetelia
Ecpetelia là một chi bướm đêm thuộc họ Geometridae.